# Raymond Roussel

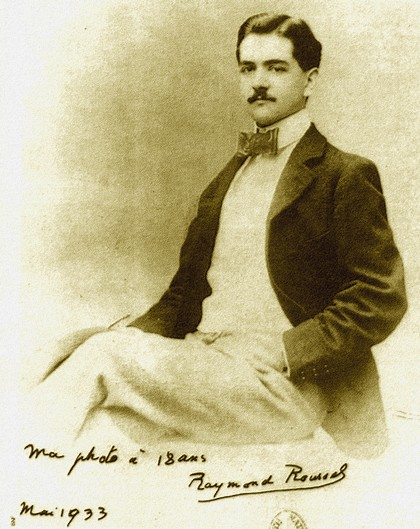
Raymond Roussel, 1895

Raymond Roussel (Parijs, 20 januari 1877 – Palermo, 14 juli 1933) was een Frans schrijver. Hij wordt vooral gerekend tot een van de voorlopers in de stroming van het surrealisme.

## Leven en werk
Roussel was van rijke, burgerlijke komaf, en de zoon van een rijke beurshandelaar. Toen deze op jonge leeftijd stierf erfden zijn echtgenote en kinderen zoveel dat ze de rest van hun leven konden rentenieren. Roussel werd aanvankelijk opgeleid tot pianist, ging naar het conservatorium, maar voelde zich al snel geroepen tot de literatuur. Reeds op zijn achttiende schreef hij een lang poëem, La Doublure, waarbij hij een extatisch gevoel van glorie voelde. Succes bleef echter uit. Hij raakte vervolgens in een ernstige depressie, waarvoor hij onder andere in behandeling kwam bij de bekende psychiater Pierre Janet. In een van zijn boeken citeert Janet zijn patiënt als volgt: "Ik zal opstijgen naar duizelingwekkende hoogtes en ben in de wieg gelegd voor een bestaan vol schitterende roem. Het kan lang duren, maar mijn roem zal groter zijn dan die van Viktor Hugo of van Napoleon." Hierna zal Roussel niet meer twijfelen en doorgaan met zijn pogingen om de wereld hiervan te overtuigen.
Roussel schreef zijn belangrijkste werk tussen 1900 en 1914. In 1910 verscheen Impressions d'Afrique, over een reeks onmogelijke daden tegen de achtergrond van een Afrikaanse stad: een scherpschutter scheidt met een kogel de eierdooier van het eiwit, een ekster beweegt een standbeeld heen en weer, schipbreukelingen moeten een Afrikaanse koning vermaken, enzovoort.
Een andere belangrijke roman van Roussel is Locus Solus, uit 1914, die eigenlijk bestaat uit een opeenvolgende reeks fantastische scènes. Hoofdpersoon is de briljante wetenschapper en uitvinder Martial Canterel, die een stel collega's meeneemt op een reis door zijn verlaten landgoed Locus Solus. De centrale plek van het landgoed is een reusachtige glazen kooi waarin acht ingewikkelde 'tableaux vivants' worden vertoond. Acteurs die spelen dat ze dood zijn blijken ook daadwerkelijk dood te zijn. Canterel heeft lijken veranderd in automaten door ze in te spuiten met een vloeistof. Hij kan ze weer tot leven wekken om de belangrijkste momenten uit hun leven nog eens op te voeren, momenten, zo blijkt, die slechts betekenisvol werden omdat ze uniek en niet herhaalbaar waren.
Het werk van Roussel wordt beschouwd als proto-surrealistisch. Linguïstiek is erg belangrijk voor hem: woorden hebben vaak meerdere betekenissen. Hij wordt beschouwd als een groot woordkunstenaar die voortdurend de extreme expressiemogelijkheden van de taal zocht. Daarbij was hij soms redelijk nihilistisch. "Romans ontstaan in de donkere ruimte tussen een woord en zijn herhaling", zoals hij het zelf stelde: "Fictie is niets anders dan het nabootsen van een zinloze show".
Roussels fortuin maakte het hem mogelijk zijn hele leven aan de literatuur te wijden. Het grootste deel van zijn leven woonde hij in een immens landhuis te Neuilly bij Parijs waar hij naar hartenlust een luxueus leven kon leiden: zo liet hij bijvoorbeeld grote banketten aanrichtten voor hem alleen waarbij in één keer meerdere maaltijden werden opgediend, hij bezat een grote garderobe waarvan vele onderdelen voor eenmalig gebruik waren en hij bezat een uitgebreide collectie kunst en curiosa. Hij bezocht bijna dagelijks het opera en het theater om steeds weer opnieuw zijn favoriete stukken te zien. Ook maakte hij in 1920 en 1921 een wereldreis in een speciaal voor hem gebouwde caravan waarin in autobladen uitgebreide rapportages verschenen. Hij besteedde een groot deel van zijn vermogen aan de luxueuze uitgaven van zijn eigen werk en geldverslindende opvoeringen van zijn toneelstukken. 
Hij was bevriend met Marcel Proust.
In het begin van de jaren dertig liep het fortuin van Roussel steeds verder terug en raakt hij meer en meer verslaafd aan slaappillen en verdovende middelen. In 1933 vertrok hij naar Italië voor een gezondheidskuur. Hij verbleef in Palermo in het Grand Hôtel et Des Palmes. In de nacht van 13 op 14 juli overleed hij op 56-jarige leeftijd in zijn hotelkamer, waarschijnlijk ten gevolgen van een overdosis barbituraten. Hij ligt begraven op Cimetière du Père-Lachaise in een eigen familiegraf, waar hij alleen ligt ofschoon er plaats is voor 32 personen. Erfgenaam Michel Ney verklaarde later dat Roussel geruïneerd gestorven was en niets had na te laten.

## Werken (selectie)
- 1897 Mon âme, gedicht
- 1897 La Doublure, roman in verzen
- 1900 La Seine, a novel in verse
- 1900 Chiquenaude, roman
- 1904 La vue, Le concert en La source, gedichten
- 1910 Impressions d'Afrique, roman. Nederlandse vertaling: Indrukken van Afrika (1996)
- 1914 Locus Solus, roman. Nederlandse vertaling door Marij Elias: 1993
- 1925 L'étoile au front, toneelstuk
- 1926 La Poussière de soleil, toneelstuk
- 1932 Nouvelles Impressions d'Afrique, vier contos, met illustraties. Nederlandse vertaling: Nieuwe indrukken van Afrika (1996)
- 1935 Comment j'ai écrit certains de mes livres
- 1935 Parmi les noirs, novelle